# イギリス労働党の派閥
イギリス労働党の派閥（イギリスろうどうとうのはばつ）では、イギリスの政党である労働党の派閥について解説する。

## 概説
労働党は、議員の間で自然発生的に誕生した保守党と異なり、議会外勢力である労働組合の連合によって誕生した政党であるため、結党以来常に複数の派閥が存在した。また、社会主義の解釈のレベルによる路線対立や、党の最終目標をどこに設定するかでも、常に論争があった。
労働党は、その結党の経緯やその構成上、国会議員から成る院内労働党だけでなく、選挙区労働党や労働組合が大きな影響力を行使できる組織であり、院内政党側には党内権力が集中しているわけではなかった。そのため、議会内の派閥のみならず、議会外のグループにおける諸運動も、党内の派閥対立に少なからず影響を与えた。本項では主に、議会労働党内の派閥について解説したが、議会外の運動も労働党の歴史を見る上で無視できるものではない。
一般論として、議会労働党には政権獲得を目指すべく、現実主義に立った右派の党員が多く、選挙区労働党員や労働組合の活動家には、教条主義的な左派の論者が多かった。そのため、右派は議会外勢力の影響を抑えようとし、左派は議会外勢力と連携することで党内での主導権を確立しようとしたのも、労働党の派閥抗争の特徴である。
なお、全てが正式なグループとして組織性を持った派閥という訳ではなく、ブレア派・ブラウン派の様に人脈から判断される曖昧な派閥も存在する。

## 戦後の左右路線対立

### 左派系統
原則主義派（Fundamentalists）とも呼ばれる。国有化を通じてイギリスの経済を社会主義化させることが目標。1982年12月のキャンペーン・グループ結成を契機に、穏健左派と強硬左派に分裂した。

#### キープ・レフト
Keep Left。「左派擁護」グループとも呼ばれる。中心人物は、リチャード・クロスマン、マイケル・フット、イアン・ミカード、ハロルド・ウィルソンら。
1946年11月、クロスマンが政府の対米接近政策を非難し、社会主義的外交を求める修正動議を提出したのを契機に15名で結成。名称は、1947年4月に発行されたキープ・レフトというパンフレット（Keep Left）に由来。マーシャル・プラン、NATO体制の評価をめぐって内部で分裂が起き、1949年末に事実上崩壊。1951年以降、残存者はアニュエリン・ベヴァンのもとに結集する。

#### ベヴァン派
Bevanites。
1951年4月予算案において、ヒュー・ゲイツケル蔵相が軍事費捻出のために義歯と眼鏡の有料化を打ち出したのに対し、完全無料の国民保健サービスの原則に反するとして元保健相アニュエリン・ベヴァンが閣僚を辞任。これにハロルド・ウィルソンも従った。以降、定期的会合や『トリビューン』（Tribune）『ニュー・ステーツマン』（New Statesman）等の機関紙を通じ、派閥としての組織性を強めた。しかしウィルソンはしだいに中道化し、SEATO問題でベヴァンが影の内閣を去ったとき、指導部を支持してベヴァン派から別れた。1950年代半ば、ベヴァンが主流派（右派・ゲイツケル派）支持に転向したことで派閥は実質的に解体した。ジャーナリスト出身者が多かったのも特徴。

#### トリビューン・グループ
Tribune Group。実質的に解体したベヴァン派が1960年代中ごろに再生したグループ。主として1964年、1966年総選挙での初当選議員から成り、組合活動家など、下層中流階級や労働者出身者が多かった。マイケル・フット、ニール・キノックらに代表される。両者共に党首の座に就いており、フットは左派としては戦後初の党首となった。
サッチャー政権下での労働党の選挙連敗を受け、国家の経済への介入の必要性を認めつつも、市場の再評価を行い私企業と公企業の協働を模索。新たに生まれた中流階級への支持拡大を図った。キノック党首時代、100名規模の最大派閥であった。後述のキャンペーン・グループに対して「穏健左派」（Soft Left）と呼ばれる。構成員を議員に限定しており、専ら議会内での活動を主眼に置いていた。
現党首キア・スターマーが属するグループでもある。

#### キャンペーン・グループ
Socialist Campaign Group。強硬左派（Hard Left）、最左派、あるいは（領袖のトニー・ベン自身は決してそう呼ぶことはなかったが）、ベン派（Bennite）とも呼ばれた。
1981年の副党首選挙において、トリビューン・グループの議員20名が同派候補者のトニー・ベンを支持せず、デニス・ヒーリーに投票、もしくは棄権したことでベンを敗北に追いやったことからグループ内の緊張が加速。1982年12月、トニー・ベンら23名の議員がトリビューン・グループを出て結成した。1983年の総選挙でベンが落選すると、後の党首選・副党首選には同派からそれぞれエリック・ヘファー、マイケル・ミーチャーが出馬した。
基幹産業の国有化の拡大、欧州諸共同体（EC）、北大西洋条約機構（NATO）からの脱退、核兵器の一方的廃絶などを主張。中流階級への支持拡大を目指すトリビューン・グループに対し、あくまで労働者階級の政党としての労働党を志向した。
2007年の党首選挙では、ゴードン・ブラウンへの対抗馬として同派からジョン・マクダネルが出馬を模索したが、出馬に必要な推薦人を集められなかった。
後述するジェレミー・コービンが属するグループでもある。

### 右派系統
修正主義派（Revisionists）、社会改良派（Social Reformists）とも呼ばれる。社会主義の目標を、社会福祉政策を通じての平等の促進に置き、労働階級政党としてのイメージからの脱却を目指した。1981年1月の党大会後、党の左傾化に反対した右派出身のロイ・ジェンキンス、デイヴィッド・オーウェン、ウィリアム・ロジャーズ、シャーリー・ウィリアムズの「4人組」は、労働党を離党して社会民主党を結成。一部議員はこれに従って労働党を離党した。

#### ゲイツケル派
Gaitskelites。1950 - 60年代の議会内右派。ヒュー・ゲイツケルを領袖とするグループ。
他に、ロイ・ジェンキンスやジョージ・ブラウンらがいる。1955年、ゲイツケルが党首に就任して以降党内主流派であったが、彼の党首時代はゲイツケル派（右派）とベヴァン派（左派）の対立の時代でもあった。1959年の総選挙での敗北後、党の第4条項（国有化条項）のの改定を図るが、失敗する。外交面では、左派の主張した「社会主義外交政策」を否定し、アメリカとの同盟関係を優先した。左派に比べ、明確な組織性は有していなかった。

#### マニフェスト・グループ
Manifesto Group。左派勢力の拡大に対抗すべく、1974年12月に結成された。アンソニー・クロスランド、ロイ・ジェンキンス、ディックソン・メイボンらで構成。1974年総選挙時の党指導部と選挙綱領（マニフェスト）を固守すべきと主張し、左派の圧力による政策の急進化阻止を図った。この流れは、ソリダリティー・グループに引き継がれてゆく。

#### ソリダリティー・グループ
Solidarity Group。「連帯グループ」とも。1981年1月の特別党大会において、これまで議員の投票で決めていた党首選挙の方式が、議員票30%、一般党員票30%、労働組合票40%の投票で決めることが決定。これに対し、議員の投票権の縮小に反対したロイ・ハタズリーやP・ショーら中道右派150名の議員によって発足した。穏健左派、強硬左派と比べて、結束は比較的緩やかであった。

## ニューレイバーへの脱皮

ニューレイバーのロゴ

1980年代の終わりから、党内にモダナイザーと呼ばれるグループが誕生した。彼らは、労働党の労組依存体質を改め、中産階級への支持拡大を目指すグループであり、派閥系譜的には、右派と穏健左派が結合して出来たグループである。これに対し、労働組合を重視し、国有化条項を固持しようとした従来からの左派を伝統主義者と呼ぶようになった。この両派の抗争は、トニー・ブレアらモダナイザーが党内での主導権を確立する1990年代中盤まで続いた。この抗争の結果、労働党は従来の労働者階級としての政党から大きく脱皮し、文字通り「ニューレイバー」（新しい労働党）へと変貌。1997年の総選挙で、念願の政権交代を果たした。
|              | オールド・レイバー                  | ニュー・レイバー                    |
| ------------ | ----------------------------------- | ----------------------------------- |
| イデオロギー | 教条的・原則的                      | プラグマティック・無原則            |
| 選挙の訴え   | 労働者階級                          | 中流階級・あらゆる有権者            |
| 選挙活動方法 | 党活動家が中心                      | 現代的なPRを展開                    |
| 党内組織     | 党内諸機関・労組が 議会労働党を制約 | 党首を信頼 議会労働党が主導         |
| 財政政策     | 再配分・高負担高支出                | 慎重・低負担での支出                |
| 経済政策     | 基幹産業の国有化 国有化条項固守     | 可能な限り市場に依存 国有化条項改正 |
| 労組の扱い   | 労働組合重視                        | 労組の特権を廃止 財界との関係も重視 |
| 平等の考え方 | 結果の平等を重視                    | 機会の平等を重視                    |

### モダナイザー
Moderniser。近代主義者・近代化論者とも。
サッチャー保守党政権下、労働組合の政党というイメージから連敗した反省から、労働党を労働者階級の政党から中道指向の国民政党へと脱皮させようとするグループ。トニー・ブレア、ゴードン・ブラウン、ピーター・マンデルソンら、当時は中堅クラスの議員が中心。彼らをニール・キノック、ジョン・スミス、ロイ・ハタズリーら従来の穏健左派・右派の大御所がバックアップし、旧来的な左派と対決した。「ニューレイバー（新しい労働党）」を掲げ、党の近代化を目指した。
1994年の党首選挙でのトニー・ブレアの党首就任に前後して、党綱領第4条（国有化条項）の撤廃や、党首選挙における一人一票制などが実現する。
経済政策では、アンソニー・ギデンズをブレーンに、既存の福祉政策でもサッチャリズムでもない、自由主義経済と福祉政策の両立を謳った「第三の道」路線を提唱した。

### トラディショナリスト
Traditionalists。伝統主義者・あるいは、ニュー・レイバーに対してオールド・レイバーとも。伝統的左派。労働組合との繋がりが強い議員が多い。
中道政党への変化を目指すモダナイザーに対し、伝統的な労働者階級の政党としての労働党を守ろうとした。特に、モダナイザーが進める国有化条項撤廃に対しては激しく抵抗した。ジョン・プレスコットや、ロビン・クック、クレア・ショートらが中心だが、プレスコットはブレア党首のもとで副党首に就任して以来、むしろブレアを支え、左派を抑えてブレア政権を守る役目を果たしていた。
一方、ジェレミー・コービンはブレア・ブラウン両政権下や下野後のエド・ミリバンド体制において、党議決定を合わせて400回以上造反するなど党内で傍流とされていた。

## ブレア・ブラウン政権時代
ブレア党首の誕生と政権奪回の実現で、モダナイザーが党内の主導権を確立した。しかしその後、かつては盟友であったブレア首相とブラウン蔵相の個人的確執から、その支持者を巻き込んで党が2分されてしまう事態が何度か起こった。両者の間には、1994年の党首選挙を巡り、どちらがモダナイザーの立場を代表して出馬するかを話し合ったとき、ブラウンがブレアを推すかわりに、ブラウンに後継党首の座を譲るという密約（ブレア=ブラウン密約）があったとされ、早い時期での党首の座の禅譲を求めるブラウンと、党首の座に座り続けるブレアとの間には、しだいに軋轢が生じるようになった。
|              | ブレア派       | ブラウン派       |
| ------------ | -------------- | ---------------- |
| 対テロ戦争   | 積極的推進     | イラク戦争反対   |
| 通貨         | ユーロ加盟賛成 | ポンド維持       |
| 授業料自由化 | 賛成           | 反対             |
| 経済         | 市場の多様     | 市場の多様に慎重 |

両者共にモダナイザーの一角であることに変わりは無く、ブレア派とブラウン派の対立は、政策的なものというよりも人間関係やポスト争いからくる対立、という側面の方が大きい。あえて政策的な対立をあげるなら、ブラウンの方がブレアよりも左派傾向が強いとされる（他は右の表を参照）。ブラウン派はイラク戦争の失敗で失速するブレアに対して、ブラウンへの政権移譲を強く迫り、ブラウン政権の誕生後、ブレア派は過去の経緯からブラウン首相への批判勢力となっている。
また、2007年の党首選挙で、ゴードン・ブラウンへの対抗馬として左派キャンペーン・グループからジョン・マクダネルが出馬を模索したものの、必要な推薦人を集めきれずに出馬には至らなかったことは、党内左派の弱体化を印象付けた。

### ブレア派
Blairite。トニー・ブレアに近い議員達。
ジョン・プレスコット、マーガレット・ベケット、ピーター・マンデルソン、ジョン・リード、ジャッキー・スミスら。また、ルパート・マードックら労働党員以外の人物も、ブレア支持者をさしてブレア派と呼ばれることがあった。ブレアは首相辞任と同時に議員も辞職しているため、現在では正確には「旧ブレア派」というべきだが、現在はブレアの秘蔵っ子といわれるデイヴィッド・ミリバンド元外相が旗頭とされ、次期首相への待望論も強い。ミリバンドは、以前にブレアの政策アドバイザーを務めたことからブレア派とされているが、ブラウンとも個人的には良好な関係を有し、党内に敵らしい敵はいないとされる。

### ブラウン派
Brownite。ゴードン・ブラウンに近く、トニー・ブレアやその側近達に批判的な議員達。
ジャック・ストロー、ハリエット・ハーマン、アリスター・ダーリング、ダグラス・アレクサンダー、エド・ボールズら。ブラウン側近達は、ブレア政権末期にブレア退陣への圧力をかけ、それを抑えられる立場にあるブラウンも、あえて彼らを止めることはしなかった。

## コービン時代
前述のブレア・ブラウン時代より労働党は中道路線を採ってきたが2015年労働党党首選挙では鉄道再国有化や高所得者層への課税強化、核兵器廃絶などを主張し党内最左派とされるジェレミー・コービンがニューレイバーに不満を持つ党員や若年層、主要労働組合の支持を受け当選した。労働党はこれまで親EU路線を党是としてきたがコービンは過去にEC加盟継続に反対を投じた欧州懐疑派(反EU)であり外交政策の混乱が懸念された。翌2016年にはイギリスの欧州連合離脱(ブレグジット)決定を受けて再び党首選挙が行われ、2選を果たした。しかし、国家を二分し混乱を極めたブレグジットに対して反EUであるために明確な意思を示せず、さらには、党内左派の反ユダヤ主義をめぐる問題にも事態を矮小化するような発言をするなどして支持が急落、2019年イギリス総選挙で労働党は、1935年以来の歴史的大敗を喫し、コービンは党首を辞任した。その後、平等人権委員会が党内の反ユダヤ主義問題にコービンの事務所が不適切な関与していた旨の報告書を発表したが、これをコービンが批判したため党がコービンの党員資格を一時停止するという事態になった。